# Camil Szatmary
Camil Szatmary (węg. Kamilló Szathmáry, ur. 11 marca 1909 w Oradei, zm. 21 czerwca 2000 w Knoxville) – rumuński szermierz, uczestnik igrzysk olimpijskich.
Szatmary reprezentował Rumunię na Letnich Igrzyskach Olimpijskich 1936 odbywających się w Berlinie. W pierwszej rundzie turnieju indywidualnego szpadzistów przegrał 4 z 8 pojedynków. Zajął 5. miejsce w grupie, które nie premiowało awansu do dalszej rywalizacji. W zmaganiach drużynowych razem z Nicolae Marinescu, Gheorghe Manem i Denisem Dolecsko odpadł po fazie grupowej po porażkach z reprezentacjami Niemiec i Urugwaju.